# Anna Stainer-Knittel

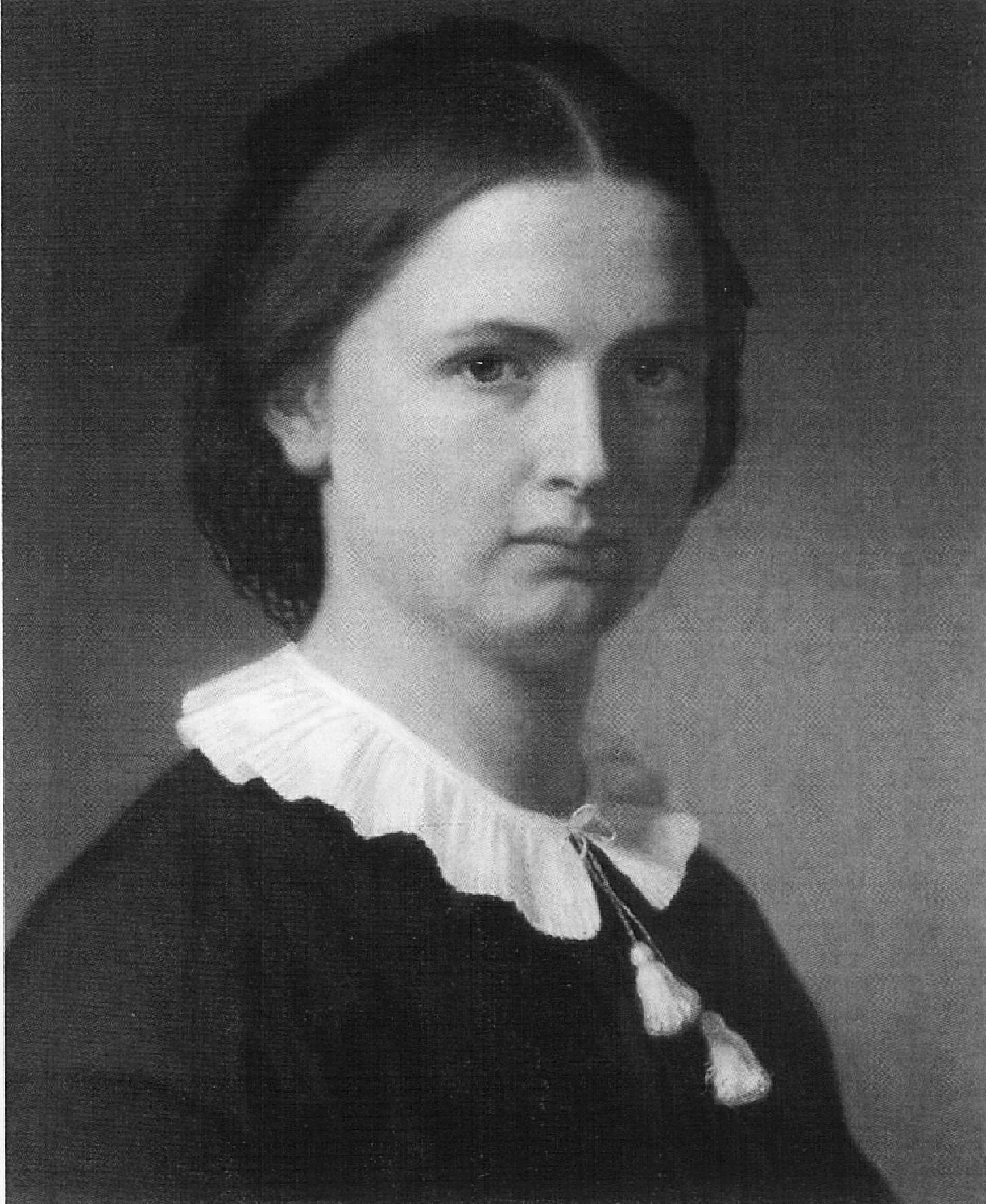
Selbstporträt, 1857

Anna Stainer-Knittel (* 28. Juli 1841 in Elbigenalp im Lechtal (Tirol); † 28. Februar 1915 in Wattens, Tirol) war eine Porträt- und Blumenmalerin. Eine Episode aus ihrem Leben diente als Grundlage für den Heimatroman Die Geier-Wally von Wilhelmine von Hillern und kann als frühes Beispiel weiblicher Emanzipation gelten.

## Biografie

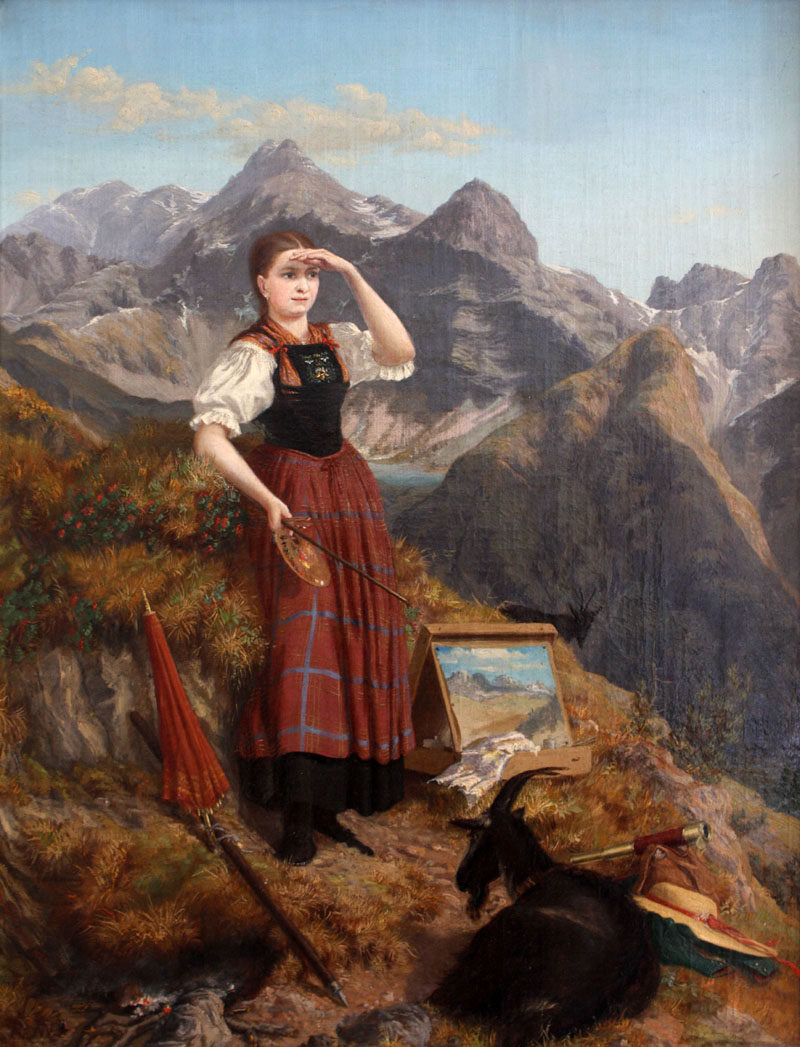
Selbstporträt in Lechtaler Tracht, 1869

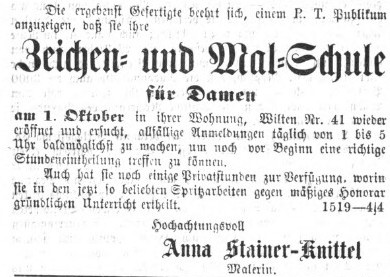
Anzeige für Anna Stainer-Knittels „Zeichen- und Mal-Schule für Damen“ im Innsbrucker Tagblatt vom 29. September 1874

Anna Knittel war die Tochter des Büchsenmachers Joseph Anton Knittel. Ihr Onkel Josef Alois Knittel (1814–1875) war ein Bildhauer, ihr Großonkel Joseph Anton Koch ein Maler. Ihr Urgroßneffe Toni Knittel (* 1963) ist der Gründer der Band Bluatschink.
Im Jahr 1859 begann sie ihr Studium an der Kunstakademie in München; 1864 musste sie es wegen fehlender Geldmittel abbrechen und kehrte ins Lechtal zurück. In dieser Zeit entstanden die Porträts ihrer Eltern, zahlreiche Landschaftsansichten sowie das „Selbstportrait in Lechtaler Tracht“, das vom Tiroler Landesmuseum Ferdinandeum angekauft wurde. Während eines Aufenthalts in Innsbruck bekam die 23-jährige Anna Knittel weitere Aufträge für Porträts und konnte dadurch ihren Lebensunterhalt finanzieren. 1867 lernte sie den Innsbrucker Gipsformer Engelbert Stainer kennen; die beiden heirateten am 29. September 1867 gegen den Willen von Knittels Eltern und lebten, beide berufstätig, in Innsbruck. Im Jahr 1868 wurde der erste Sohn Karl geboren (später als Gemeindearzt in Wattens tätig sowie aktiver Bauernbündler; † Juni 1949), 1870 der zweite Sohn Leo und 1871 die Tochter Rosa. Es gibt zahlreiche Porträts der Malerin von ihren Kindern. 1873 eröffnete Anna Stainer-Knittel in Innsbruck eine „Zeichen- und Mal-Schule für Damen“, die sie bis ins hohe Alter leitete. Die dort entstandenen Werke wurden zum Teil ebenfalls im Ferdinandeum ausgestellt. Zu ihren Schülerinnen gehörten Maria Tilipaul-Kistler, Adelheid Paukert und Wilhelmine Redlich.

## Berühmtheit als „Geierwally“
Mit 17 Jahren erklärte sich Knittel bereit, an einem Seil hängend einen Adlerhorst in einer Felswand nahe dem Zammer Weiler Madau auszunehmen, eine Praktik, die im 19. Jahrhundert üblich war, um Attacken der Adler auf die Schafherden des Dorfes zu verhindern. Nach einem nur knapp verhinderten Unglück im Jahre zuvor fand sich kein Freiwilliger mehr, und so ließ sich Anna Knittel in den Adlerhorst abseilen. Die in Heimatfilmen dramatisch aufbereitete Szene zeigt, wie sie sich nur mit Not gegen den angreifenden ausgewachsenen Adler wehren kann, was in dieser Form wohl nicht der Wahrheit entspricht. Eigenen Aufzeichnungen zufolge packte Knittel das Adlerjunge in ihren Rucksack, schrieb die Jahreszahl auf eine Felsplatte und stieg mit Hilfe der oben Wartenden die Felswand wieder hinauf.

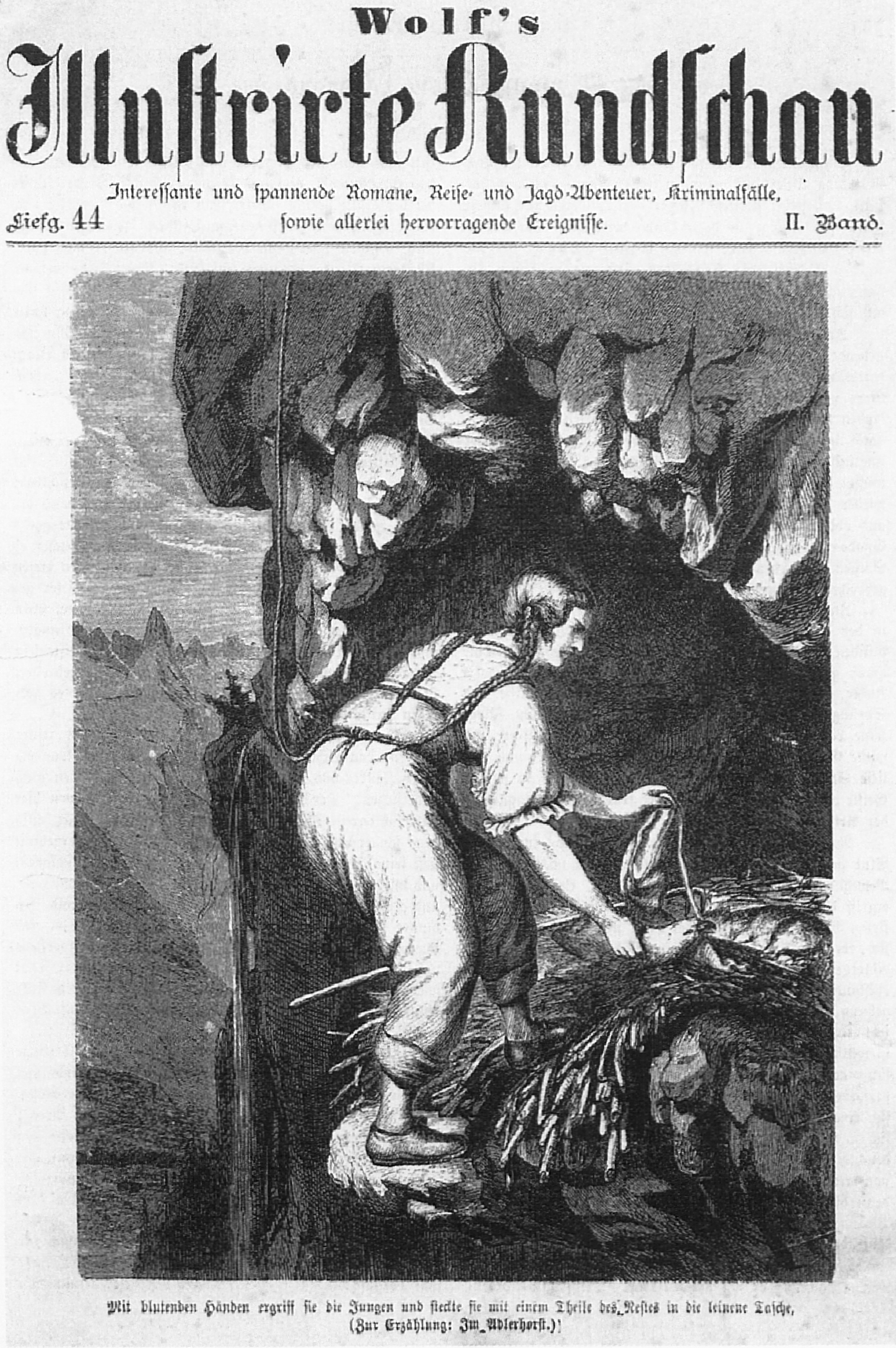
Titelbild zu Das Annele im Adlerhorst in Wolfs Illustrirter Rundschau

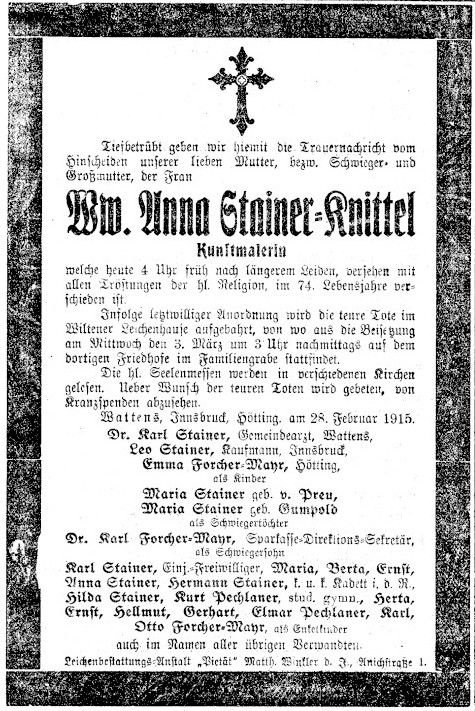
Todesanzeige der Familie im Innsbrucker Tagblatt vom 2. März 1915

Dieses Ereignis wurde von Ludwig Steub 1863 zu der Erzählung Das Annele im Adlerhorst verarbeitet, die später in Wolfs Illustrirter Rundschau veröffentlicht wurde. Wesentlich bekannter wurde jedoch der im Jahre 1875 publizierte Roman „Die Geyer-Wally“ von Wilhelmine von Hillern. Die Autorin lernte Anna und ihren Ehemann Engelbert Stainer in Innsbruck kennen, ließ sich die Anekdote schildern und schuf daraus einen dramatischen Heimatroman, der, den Konventionen der Zeit entsprechend, die Geschichte im Stil einer „Zähmung der Widerspenstigen“ erzählt. So entstand auch der Begriff „Geierwally“, denn um die Heldenrolle stärker zu betonen, benannte von Hillern die Protagonistin kurzerhand in „Walburga“ um. Die publizierten Romane und Filme konzentrieren sich vor allem auf das eigensinnige Wesen Anna Knittels, die als sehr emanzipiert galt, und behandeln ihre zwiespältige Beziehung zu ihrem Vater, Joseph Knittel. Weniger bekannt hingegen ist, dass Anna Knittels früh erkannte künstlerische Begabung von ihren Eltern durch Privatunterricht bei dem in Elbigenalp ansässigen Künstler Johann Anton Falger gefördert wurde.

## Rezeption
„Hinter einem der Schaufenster der Karl Czichna'schen Kunsthandlung sind zwei Portraits, gemalt von Frau Anna Stainer-Knittel, ausgestellt, welche fortwährend neue Beschauer anziehen. Das einstimmige Urtheil über diese zwei – den Landesforstdirektor i. P. A. Sauter und seine Gemalin darstellenden Oelgemälde ist: daß dieselben zu dem besten zählen, was man in diesem Fache sieht.“

„Im Schaufenster der Kunsthandlung von K. A. Czichna am Burgraben dahier ist von heute an durch einige Tage das wohlgetroffene Porträt des Herrn Professors Dr. Tobias R. v. Wildauer, Reichsraths-und Landtagsabgeordneten, ausgestellt. Das Bild ist von der bekannten Frau Anna Stainer-Knittel in der dieser tüchtigen Portraitmalerin eigenen glücklichen Auffassung mit großer Sorgfalt und Genauigkeit gemalt.“

„Gestern erlag bei ihrem Sohne in Wattens, nach kurzem Krankenlager in ihrem 74. Lebensjahre, die Alpenblumenmalerin Frau Anna Witwe Stainer-Knittel einem alten Herzleiden. Mit ihrem Tode verlieren wir eine bis in ihre letzten Tage emsig schaffende, bodenständige Künstlerin; ihre zahlreichen, in aller Welt zerstreuten Werke verherrlichen die schönsten Reize unserer heimatlichen Berge. Mit unerreichter Meisterschaft zauberte sie ihre lieben Alpenblumen auf die Leinwand. Die zahllosen Verehrer ihrer Kunst genossen noch vor wenigen Jahren im Rundsaal des Ferdinandeums mit Freuden eine kleine Ausstellung ihrer noch hier befindlichen Werke. – Die sterbliche Hülle wird durch die ‚Pietät‘ nach Wilten überführt, dort im Leichenhause aufgebahrt und am Mittwoch [3. März 1915] im Familiengrabe beigesetzt.“